# تقليل (علم نفس)
التقليل أو التصغير أو التهوين (بالإنجليزية: Minimisation)‏ هو نوع من الخداع المنطوي على الإنكار المقترن بالتبرير في المواقف التي يكون فيها الإنكار بشكل كلي أمر غير قابل للتصديق. والتقليل عكس المبالغة.
ويعتبر التقليل من أهمية الحدث أو العاطفة إستراتيجية شائعة في التعامل مع مشاعر الذنب.

## سوء المعاملة التلاعبي
قد يأخذ التقليل شكل من أشكال تقنيات التلاعب:
- التي لوحظت في المعتدين والمتلاعبين للتقليل بجاحة فعله عند مواجهته بالحقائق لا يمكن دحضها.
- ولوحظت في المعتدين والمتلاعبين للتقليل السمات الإيجابية (المواهب والمهارات وما إلى ذلك) في ضحاياهم.

وتشمل الدفاعات النفسية النموذجية التي يعرضها المتلصصون والمشتبه فيهم جنائيا آليات مثل الإنكار، التبرير، والتقليل وإسقاط اللوم على الضحية".

## التشويه المعرفي
التقليل قد يأخذ أيضا شكل التشويه المعرفي:
- بتجنب الاعتراف والتعامل مع المشاعر السلبية عن طريق الحد من أهمية وتأثير الأحداث التي تؤدي إلى تلك المشاعر.
- بتجنب المواجهة الواعية للآثار السلبية لسلوك المرء على الآخرين عن طريق الحد أو التقليل من تصور هذه الآثار.
- بتجنب المواجهة بين الأفراد عن طريق التقليل من إدراك تأثير سلوك الآخرين على الذات.

### أمثلة
- الادعاء بأن التهديد أو الإهانة كان مجرد مزحة
- العملاء الذين يتلقون ردا على شكوى من الشركة لسوء الخدمة، بأن يقال أن مثل هذه الشكاوى من العملاء الآخرين نادرة جدا فين حين أنها في الواقع شائعة

## التقليل من التنمر في المدرسة كمزحة
يعد التنمر في المدرسة شكلا من أشكال الإيذاء أو الضرر الجسدي الذي تم تشجيعه في بعض الأحيان بشكل غير رسمي، أو حتى التقليل منه باعتباره نوع من المزاح من قبل المعلمين أو الزملاء. والفرق الرئيسي بين المزح والتنمر هو عدم المساواة في السلطة بين المتنمر والضحية.

## احترام الذات / الاكتئاب
إن إعادة تعريف الأحداث لتقليل أهميتها يمكن أن يكون وسيلة فعالة للحفاظ على احترام الذات. وأحد مشاكل الاكتئاب (التي توجد في الذين يعانون من اضطرابات المزاج الاكتئابي السريرية، القطبين، والمزمن) هو الميل إلى القيام بالعكس: التقليل من الإيجابية، وخصم الثناء والإنجازات الشخصية. من ناحية أخرى، كانت إحدى التقنيات التي استخدمها ألفريد أدلر لمكافحة العصاب هي تقليل الأهمية المفرطة التي يعلقها العصاب على أعراضه.